# بريدراج ميليتش (كرة سلة)
بريدراج ميليتش مواليد 17 أغسطس 1984 في كرالييفو، جمهورية يوغوسلافيا الاشتراكية الاتحادية، هو لاعب كرة سلة صربي. بدأ مسيرته الاحترافية في سنة 2006. يلعب في الدوري النمساوي لكرة السلة. يحمل الرقم 8. لعب مع نادي رادنيتشكي كراغوييفاتس لكرة السلة وسي إس يو بلويشت.